# Selargius
Selargius ist eine italienische Gemeinde (comune) mit 28.437 Einwohnern (Stand 31. Dezember 2023) in der Metropolitanstadt Cagliari auf Sardinien. Der Ort liegt sechs Kilometer nordöstlich von Cagliari. Bis 1991 gehörte der Ort zu der Stadtgemeinde von Cagliari. Heute gehört sie zur Area Metropolitana di Cagliari.

## Verkehr
Selargius liegt nahe Cagliari. Nördlich von Selargius verläuft die Strada Statale 554. Der nächste Bahnhof befindet sich in Monserrato.